# Ключ (мультфильм)
«Ключ» — советский полнометражный рисованный мультипликационный фильм, созданный в 1961 году режиссёром-мультипликатором Львом Атамановым. Сатирическая сказка, в которой исследуется понятие счастья.

## Сюжет
У чиновника Николая Николаевича Захарова и его жены Ляли рождается сын. Когда они приносят ребёнка домой, к ним неожиданно приходят три феи — Тюльпина, Гиацинта и Лилиана, которые приносят ребёнку подарок в виде «клубка счастья». По их словам, мальчик, когда вырастет, должен будет выйти в чистое поле, и, произнеся заклинание «Лети, клубок, как голубок, но только прямо, а не вбок», «пойти навстречу своему счастью». Преподнеся подарок, они танцуют и веселятся вместе с молодыми родителями. Через некоторое время к ним приходит ещё один гость — отец Ляли и дед мальчика Семён Прохорович Туляков, опытный слесарь. Он приносит внуку свои дары в виде набора рабочих инструментов — кусачек, молотка, тисков и других. Узнав о планах родителей насчёт будущего счастья мальчика, Туляков приходит в ярость, заявляет, что они сделают из ребёнка бездельника, и собирается выбросить клубок. Феи, не желая ему зла, успевают остановить дедушку, превратив его в рисунок на плакате, который Захаров затем относит в квартиру тестя.
Дома инструменты Тулякова оживают и помогают слесарю освободиться из плаката. Вернувшись в нормальное состояние, дед принимает решение обратиться за помощью к своему другу — учёному-изобретателю, академику Петру Орестовичу Волшебникову. Побеседовав, слесарь и учёный решают, что Туляков должен сходить на разведку в «Страну счастья». Найдя на ладони Тулякова частички «клубка счастья», Пётр Орестович в лабораторных условиях синтезирует их и создаёт ещё один клубок.
Семён Прохорович отправляется в «Страну счастья», где его встречает пожилая фея-сторожиха и проводит экскурсию. Слесарь приходит в шок от увиденного — несмотря на то, что здесь есть школа, у детей круглый год каникулы, а после выпускного бала они быстро становятся стариками. Даже влюблённые пары не способны сохранить чувства в своих сердцах, предпочитая сидеть в креслах-качалках, любезно предоставляемых старыми феями, и гладить котят. Иными словами, «Страна счастья» оказывается ни чем иным, как раем для бездельников. Туляков немедленно возвращается назад и заявляет Волшебникову, что внука туда допускать нельзя.
В то же время внук стараниями фей начинает расти не по дням, а по часам, что заставляет слесаря и учёного думать быстрее. Наконец, они находят выход и отправляют к воротам «Страны счастья» робота Малютку (в образе молодой феи), который хитростью вешает на ворота изготовленный Туляковым замок. Через некоторое время мальчик сам приходит к воротам и просит сторожиху пропустить его. Фея отвечает, что ключ от замка можно раздобыть в «Царстве быстрых подвигов и лёгких побед» за некоторые испытания. Вняв совету сторожихи, мальчик идёт в «Царство быстрых подвигов», где проходит все «подвиги» (которые на деле не являются тем, чем кажутся): «Бездонная пропасть», «Отвесная скала», «Стадо бешеных слонов»… (об остальных испытаниях фильм умалчивает, так как в это время головы Змея Горыныча обсуждали вопрос, пускать мальчика в Царство или не пускать). В конце концов он под громкие овации получает ключ и возвращается к воротам «Страны счастья», но даже этот ключ оказывается неспособен открыть замок. Малютка-фея советует мальчику отправиться к мастеру — к своему дедушке, — чтобы тот научил его делать ключи, поскольку этот замок можно открыть только тем ключом, который он сделает сам.
Вернувшись домой к деду и немного помучавшись, мальчик изготавливает-таки ключ своими руками. В процессе работы его характер кардинально меняется, и в «Страну счастья» он уходит, мучимый сомнениями. В это время к Тулякову приходит Волшебников со сломанным Малюткой, которого жёстко оттолкнул напившийся робот-поэт (аллюзия на поэта А. Вознесенского). Однако Семён Прохорович не может устранить неполадку: то ли видеть стал плохо, то ли больше озабочен расставанием с внуком (впрочем, зрителю дают понять, что деду навернулись на глаза слёзы). Внук всё же возвращается из волшебной страны и, мигом вспомнив, чему его учил дедушка, чинит маленького робота сам.
В конце фильма изобретатель спрашивает у Малютки: «Так что же такое счастье?» И все главные герои вместе формулируют ключевую мысль фильма: «Счастье — это когда человек много знает, много умеет и всё это отдаёт людям!». После этого мальчик выбрасывает клубок в окно, уверенный, что он ему больше не нужен.

## Съёмочная группа
- Автор сценария — Михаил Вольпин
- Режиссёр-постановщик — Лев Атаманов
- Художники-постановщики — Александр Винокуров, Леонид Шварцман
- Композитор — Лев Солин
- Оператор — Михаил Друян
- Звукооператор — Николай Прилуцкий
- Монтажёр — Лидия Кякшт
- Редактор — Раиса Фричинская
- Ассистенты режиссёра: Вера Шилина, Е. Туранова
- Ассистент художника — Борис Корнеев
- Ассистент оператора — Н. Наяшкова
- Художники-декораторы: Дмитрий Анпилов, Пётр Коробаев
- Оркестр управления по производству фильмов
- Дирижёр — Эмин Хачатурян
- Директор картины — Фёдор Иванов
- Художники-мультипликаторы: Фёдор Хитрук, Анатолий Петров, Константин Чикин, Елена Хлудова, Галина Баринова, Марина Восканьянц, Галина Золотовская, Елизавета Комова, Рената Миренкова, Лидия Резцова, Татьяна Таранович, Игорь Березин, Александр Давыдов, Валентин Караваев, Галина Караваева, Кирилл Малянтович, Мария Мотрук, Игорь Подгорский, Лев Попов, Виктор Шевков

## Роли озвучивали
| Актёр                                    | Роль                                     |
| ---------------------------------------- | ---------------------------------------- |
| Владимир Грибков                         | академик Пётр Орестович Волшебников      |
| А. Глущенко                              | слесарь Семён Прохорович Туляков дедушка |
| Анна Комолова                            | мальчик                                  |
| Георгий Вицин                            | Николай Николаевич Захаров папа          |
| Рина Зелёная                             | фея Гиацинта                             |
| Вера Орлова                              | Ольга Захарова (Ляля) мама               |
| Лариса Пашкова                           | фея Лилиана                              |
| Татьяна Пельтцер (в титрах «Т. Пельцер») | фея Тюльпина                             |
| Елена Понсова                            | фея-сторожиха в Стране счастья           |
| Владимир Лепко                           | 1-я голова Змея Горыныча/бездарный поэт  |
| Сергей Мартинсон                         | 2-я голова Змея Горыныча                 |
| Анатолий Папанов                         | 3-я голова Змея Горыныча                 |
| Валентина Туманова                       | робот Малютка                            |
| Георгий Тусузов                          | репродуктор                              |
| Геннадий Дудник                          | робот-стихоплёт                          |
| Анастасия Георгиевская                   | 4-я голова Змея Горыныча (нет в титрах)  |

## Отзывы
Режиссёр Л. Атаманов и сценарист М. Вольпин использовали сказочную форму для того, чтобы затронуть в своем мультфильме «Ключ» (1961) животрепещущие вопросы воспитания.
С подлинным мастерством и тактом вложили они в традиционные сказочные образы новое, современное содержание. Что такое счастье, как его достичь, каким ключом открывается его заветная дверь — этой теме, одинаково интересной для взрослых и детей, посвятили они свой мультфильм.
Асенин С. В. Волшебники экрана/